# 小宮自由
小宮 自由（こみや じゆう）は、日本の起業家、技術者、著述家、漫画原作者、研究者、プロデューサー。
ブロックチェーンやAI領域で事業や執筆活動を行っている。
自身が発行人となった、ビットコインとサトシ・ナカモトに関して解説する書籍『ビットコイン バイブル：サトシナカモトとは何者か？』を元に、「サトシ・ナカモトが残した言葉〜ビットコインの歴史をたどる旅」という連載を幻冬舎運営のあたらしい経済とYahoo!ニュースで行っている。

## 来歴
東京工業大学でコンピュータサイエンスを学び、東京大学ロースクールで法律を学ぶ。2008年から2010年には、クリエイティブ・コモンズに所属しており、ローレンス・レッシグと対話したこともあった。
いくつかのスタートアップ企業でエンジニアとして働いた後、村濱章司の依頼でオトバンクの朗読少女の開発に携わる。東北ずん子・ずんだもんの創業メンバーと交流があり、企画会議に参加していた時期もあった。
その後渡欧し、オランダの大手IT企業でエンジニアとして従事する。その他、アメリカとシンガポールとスイスでの就労経験がある。
その後東京に戻り、リクルートホールディングスでAI（自然言語処理）のソフトウェア作成業務と研究に携わり、シリコンバレーと東京を行き来しながら働く。この時共著者として提出した論文『A Lightweight Front-end Tool for Interactive Entity Population』と『Koko: a system for scalable semantic querying of text』はそれぞれICML（International Conference on Machine Learning）とACM（Association for Computing Machinery）という世界トップの国際会議に採択される。
その後、ブロックチェーン業界に参入。数年間ブロックチェーンに関する知見を深める。GMOや DMMで開催された勉強会の講師を行ったり、ドワンゴやCoincheckで開催されたブロックチェーンの勉強会の運営を行う。日本円ステーブルコインを発行するJPYCの創業者である岡部典孝と協同して古物商やブロックチェーンに関する Youtube 配信を行っていた時期もある。岡部を参考にし、ブロックチェーンによる分散型政治団体の設立も行った。
その他、ブロックチェーンに関する漫画原作も行った。当時はライトニングネットワークの普及を目指していた。その他、DAOに関する事業にも関与していた。
現在は BlendAI という企業の代表としてAIキャラクターのデルタもんをプロデュースしたり（OpenSeaでNFTも発行）、産業技術総合研究所でAIに関する講演を行うなど、AIに関係した活動を行っている。AIに対する人間の声優の保護のために「声の印税」の必要性を主張しており、その他「物のパブリシティ権」も有用と述べている。
愛猫家であり、アメリカンショートヘアの猫を飼育している。動物行政・動物福祉に詳しく、動物愛護管理法や地域猫活動の問題点を指摘している。愛玩動物飼養管理士2級を保有している。
2024年7月に OpenAI の ChatGPT の GPTs によって作られた「AI Satoshi」をリリースした。